# Val de jazz
Val de jazz est un festival de jazz qui s'est tenu de 1992 à 2011, tous les mois de juillet, dans le Loiret et dans le Cher, parrainé pendant plusieurs années par l'acteur Jean-Claude Dreyfus. Il s'est arrêté après sa 19e édition.
Le festival proposait chaque année un stage vocal d'une semaine, sous la direction de Pierre-Gérard Verny. À l'issue du stage, les participants faisaient un concert avec un artiste invité.
Entre 2008 et 2011 la programmation a notamment accueilli Manu Dibango, Michel Leeb, Didier Lockwood, Stacey Kent, La Fouine, Nguyên Lê, Imany, Abd Al Malik, Avishai Cohen, Rhoda Scott, Sanseverino.
Fin 2011, après le départ de son directeur artistique Benjamin Halay et la liquidation de l'association « Val de jazz », le festival est rebaptisé Raffuts de Loire, et change de ligne artistique avec une programmation de variétés et musiques du monde (Michel Jonasz, Flavia Coelho, Manu Dibango, Lo'Jo, Charles Pasi, Nina Attal, Gaël Horellou, Bernardo Sandoval).
De leur côté, Pierre-Gérard Verny et Benjamin Halay organisent chaque été depuis 2012 un stage de jazz choral suivi d'un concert de Didier Lockwood, sous la dénomination « Stage Val de jazz », à La Charité-sur-Loire (Nièvre).